# Gra Geralda (film)
Gra Geralda (oryg. Gerald’s Game) – amerykański film thriller psychologiczny z elementami horroru z 2017 roku. Adaptacja powieści Stephena Kinga o tym samym tytule.

## Treść
Małżeństwo z wieloletnim stażem, Jessie i Gerald, spędza weekend w małym domku na odludziu. Podczas zabawy erotycznej mąż przykuwa żonę kajdankami do łóżka. Chwile później dostaje ataku serca i upada na podłogę. Uwięziona kobieta próbuje odnaleźć sposób, aby się wyswobodzić z pułapki.

## Główne role
- Carla Gugino – Jessie Burlingame
  - Chiara Aurelia – młoda Jessie
- Bruce Greenwood – Gerald Burlingame
- Carel Struycken – „Księżycowy Człowiek” / Raymond Andrew Joubert
- Henry Thomas – Tom
- Kate Siegel – Sally
- Adalyn Jones – Maddie
- Bryce Harper – James
- Gwendolyn Mulamba – sędzia McGarnagle